# Saint-Hippolyte (Żyronda)
Saint-Hippolyte – miejscowość i gmina we Francji, w regionie Nowa Akwitania, w departamencie Żyronda.
Według danych na rok 1990 gminę zamieszkiwały 234 osoby, a gęstość zaludnienia wynosiła 53 osób/km² (wśród 2290 gmin Akwitanii Saint-Hippolyte plasuje się na 943. miejscu pod względem liczby ludności, natomiast pod względem powierzchni na miejscu 1460.).